# Cronologia da pandemia de COVID-19 nos Estados Unidos
Este artigo documenta a cronologia da Pandemia de COVID-19 nos Estados Unidos.

## Cronologia

### Janeiro de 2020
- 21 de janeiro: O Centro de Controle e Prevenção de Doenças (CDC) confirma o primeiro caso do novo coronavírus nos Estados Unidos e no estado de Washington. O paciente, que viajava para Wuhan, China, é um homem de 35 anos e residente no conadado de Snohomish, no noroeste do estado de Washington.[1][2][3][4]
- 29 de janeiro: Na Casa Branca, o presidente Donald Trump anuncia a formação da uma força-tarefa do novo coronavírus, liderada pelo Secretário de Saúde e Serviços Humanos, Alex Azar.[3][5]
- 30 de janeiro: O Centro de Controle e Prevenção de Doenças (CDC) anuncia que o marido de uma mulher de Illinois com o novo coronavírus está infectado com a doença e é o primeiro caso confirmado de transmissão de pessoa para pessoa nos Estados Unidos.[6]
- 31 de janeiro: Presidente Donald Trump bloqueia a entrada nos Estados Unidos de qualquer que esteja na China nos últimos 14 dias.[3]

### Fevereiro de 2020
- 5 de fevereiro: O Corpo da Paz evacua todos os voluntários da China devido ao surto do novo coronavírus.[7]
- 6 de fevereiro: Um americano de 60 anos infectado com novo coronavírus morre em um hospital de Wuhan, na China. É a primeira morte americana pelo novo coronavírus fora dos Estados Unidos.[8]
- 8 de fevereiro: A Embaixada dos Estados Unidos em Pequim confirma que um cidadão americano de 60 anos morreu em Wuhan em 6 de fevereiro, marcando a primeira morte confirmada de um estrangeiro.[9]
- 26 de fevereiro: Presidente Donald Trump coloca o vice-presidente Mike Pence no comando da resposta do governo dos Estados Unidos ao novo coronavírus, em meio a críticas crescentes ao tratamento da epidemia pela Casa Branca.[10]
- 29 de fevereiro: A primeira morte do novo coronavírus nos Estados Unidos é confirmada no centro médico do EvergreenHealth em Kirkland, Washington.[11]
- 29 de fevereiro: Washington declara um estado de emergência após a primeira morte confirmada pelo coronavírus.[12]

### Março de 2020
- 1 de março: O governador da Flórida, Ron DeSantis, declara uma emergência de saúde pública após a confirmação dos primeiros casos do novo coronavírus no estado.[13]
- 4 de março: A primeira morte causada pelo novo coronavírus é anunciada no estado da Califórnia.[4]
- 4 de março: O governador da Califórnia, Gavin Newsom, declara estado de emergência por causa do novo coronavírus.[12][14]
- 6 de março: Oklahoma e Kentucky anunciam os primeiros casos confirmados do coronavírus.[15]
- 11 de março: O número de casos confirmados do novo coronavírus nos Estados Unidos atinge 1.000.[16]
- 11 de março: A NBA anuncia que a temporada é suspensa por causa do novo coronavírus.[4]
- 11 de março: Durante um discurso nacional do Salão Oval, o presidente Donald Trump anuncia a proibição de viagens de 30 dias para partes da Europa e promete o tratamento gratuito com o novo coronavírus. Ele também ordena que o Departamento do Tesouro adie o pagamento de impostos sem multas ou juros.[3][4]
- 13 de março: Presidente Donald Trump declara uma emergência nacional por causa do novo coronavírus.[3][17]
- 14 de março: Presidente Donald Trump testa negativo para o novo coronavírus.[4]
- 17 de março: A Virgínia Ocidental registra o primeiro caso confirmado e se torna o último dos 50 estados da União a ser afetado pela pandemia.[18]
- 19 de março: A Califórnia torna-se o primeiro estado americano a emitir um pedido de ficar em casa em todo o estado.[19]
- 20 de março: A primeira morte no estado do Ohio é um residente do Condado de Lucas, na cidade de Toledo, com 79 anos.[20]
- 20 de março: A Cidade de Nova York é declarada epicentro do surto nos Estados Unidos.[21]
- 21 de março: O vice-presidente dos Estados Unidos, Mike Pence, e sua esposa testam negativo para o novo coronavírus.[4]
- 22 de março: Presidente Donald Trump emite uma declaração de grande desastre para o estado da Califórnia.[4]
- 24 de março: Presidente Donald Trump diz na Fox News que ele quer abrir o país na Páscoa.[3]
- 26 de março: Os Estados Unidos ultrapassam a China em números de casos confirmados pelo novo coronavírus no mundo.[22][23]
- 27 de março: O número de casos confirmados pelo novo coronavírus nos Estados Unidos ultrapassa 100 mil. Os Estados Unidos tornam-se o primeiro país a ultrapassar 100 mil casos confirmados pelo novo coronavírus. As autoridades de saúde dizem que o número de casos é provavelmente maior devido à falta de testes.[4][24]

### Abril de 2020
- 1 de abril: O número de casos confirmados pelo novo coronavírus nos Estados Unidos ultrapassa 200 mil. Os dados da Universidade Johns Hopkins registram 203.608 casos confirmados e 4.476 mortes confirmadas.[25]
- 3 de abril: Presidente Donald Trump diz que o governo dos Estados Unidos está recomendando agora que os americanos usem coberturas faciais de pano voluntariamente para impedir a disseminação do novo coronavírus.[26]
- 4 de abril: O número de casos confirmados pelo novo coronavírus nos Estados Unidos ultrapassa 300 mil, registrado pela Universidade Johns Hopkins.[27]
- 6 de abril: O número de mortes confirmadas pelo novo coronavírus nos Estados Unidos ultrapassa 10 mil.[28]
- 8 de abril: O número de casos confirmados pelo novo coronavírus nos Estados Unidos ultrapassa 400 mil, segundo os dados da NBC.[29]
- 10 de abril: O número de casos confirmados pelo novo coronavírus nos Estados Unidos ultrapassa 500 mil. Os dados da Universidade Johns Hopkins registram 500.399 casos confirmados na noite do mesmo dia.[30]
- 11 de abril: Os Estados Unidos registam um total de 20.071 mortos, superando o número de mortos da Itália com 19.468.[31]
- 14 de abril: Presidente Donald Trump anuncia a suspensão do financiamento para a Organização Mundial da Saúde (OMS).[32]
- 14 de abril: Wyoming é o último estado americano a registrar a primeira morte por novo coronavírus.[33]
- 14 de abril: O número de casos confirmados pelo novo coronavírus nos Estados Unidos ultrapassa 600 mil.[34]
- 17 de abril: O número de casos confirmados pelo novo coronavírus nos Estados Unidos ultrapassa 700 mil.[35]
- 20 de abril: Presidente Donald Trump anuncia que suspenderá temporariamente a imigração para os Estados Unidos devido à pandemia do novo coronavírus.[36]
- 21 de abril: O número de casos confirmados pelo novo coronavírus nos Estados Unidos ultrapassa 800 mil, registrado pela Universidade Johns Hopkins.[37]
- 23 de abril: Durante uma coletiva de imprensa na Casa Branca, o presidente Donald Trump sugere a luz solar e a injeção de desinfetante para tratar pacientes com a doença.[38]
- 24 de abril: O número de mortes confirmadas pelo novo coronavírus nos Estados Unidos ultrapassa 50 mil.[39]
- 25 de abril: O número de casos confirmados pelo novo coronavírus nos Estados Unidos ultrapassa 900 mil, registrado pela Universidade Johns Hopkins.[40]
- 28 de abril: O número de casos confirmados do novo coronavírus nos Estados Unidos ultrapassa mais de um milhão. Em menos de três meses, o número de mortes por novo coronavírus nos Estados Unidos com 58.365 supera o dos militares americanos mortos na Guerra do Vietnã com 58.220.[41]

### Maio de 2020
- 6 de maio: Presidente Donald Trump afirma que a crise do novo coronavírus é pior que o ataque a Pearl Harbor e que os ataques terroristas de 11 de setembro de 2001.[42]
- 17 de maio: O número de mortes confirmadas pelo novo coronavírus nos Estados Unidos ultrapassa 90 mil.[43]
- 20 de maio: Presidente Donald Trump ataca novamente a China por causa da pandemia, culpando o país asiático pela "matança em massa em todo o mundo".[44]
- 24 de maio: Presidente Donald Trump suspende as viagens do Brasil para os Estados Unidos. O país do América do Sul fica em segundo lugar no caso de pandemia, superado apenas pelos Estados Unidos.[45]
- 27 de maio: O número de mortes confirmadas pelo novo coronavírus nos Estados Unidos ultrapassa 100 mil. Os dados da Universidade Johns Hopkins registram 100.411 mortes confirmadas na noite do mesmo dia.[46]

### Junho de 2020
- 7 de junho: O número de mortes causadas pelo novo coronavírus nos Estados Unidos ultrapassa 110.000, registrado pela Universidade Johns Hopkins.[47][48]
- 11 de junho: O número de casos confirmados do novo coronavírus nos Estados Unidos ultrapassa dois milhões, registrado pela Universidade Johns Hopkins.[49][50]
- 15 de junho: Presidente Donald Trump anuncia que o país enviará mais doses de hidroxicloroquina ao Brasil.[51]
- 15 de junho: A Food and Drug Administration revoga a autorização emergencial que previa uso de cloroquina e hidroxicloroquina de forma oral para tratamento do novo coronavírus.[52][53]

### Julho de 2020
- 7 de julho: Os Estados Unidos registram um recorde de 60 mil novos casos confirmados pelo novo coronavírus em único dia, registrado pela Universidade Johns Hopkins.[54]
- 8 de julho: O número de casos confirmados do novo coronavírus nos Estados Unidos ultrapassa três milhões, registrado pela Universidade Johns Hopkins.[55]
- 11 de julho: Presidente Donald Trump usa uma máscara em público pela primeira vez durante uma visita a um hospital militar no subúrbio de Washington.[56]
- 13 de julho: O número de recuperados do novo coronavírus nos Estados Unidos ultrapassa mais de um milhão, registrado pela Universidade Johns Hopkins.[57]
- 21 de julho: O Departamento de Justiça dos Estados Unidos denuncia dois hackers chineses suspeitos de roubar informações sobre projetos de vacinas contra o novo coronavírus.[58]
- 23 de julho: O número de casos confirmados do novo coronavírus nos Estados Unidos ultrapassa quatro milhões, registrado pela Universidade Johns Hopkins.[59]
- 26 de julho: A Flórida torna-se o estado com o segundo maior número de casos do novo cornavírus nos Estados Unidos, atrás apenas da Califórnia, após superar Nova York.[60]

### Agosto de 2020
- 1 de agosto: O governador de Ohio, Mike DeWine, anula a decisão do Conselho de Farmácias de proibir a venda de hidroxicloroquina.[61]
- 6 de agosto: A campanha de reeleição do presidente Donald Trump processa o estado de Nevada por causa de um projeto de lei recentemente aprovado que amplia a votação por correspondência para as eleições gerais de novembro, marcando o último ataque do presidente aos esforços para ampliar o uso de cédulas por correio por causa da pandemia.[62]
- 9 de agosto: O número de casos confirmados do novo coronavírus nos Estados Unidos ultrapassa cinco milhões, registrado pela Universidade Johns Hopkins.[63][64]
- 28 de agosto: O Texas torna-se o terceiro estado dos Estados Unidos a confirmar 600.000 casos do novo coronavírus.[65]

### Setembro de 2020
- 2 de setembro: O governo dos Estados Unidos anuncia que o país não vai participar do esforço internacional para desenvolver e distribuir uma vacina contra o novo coronavírus.[66]
- 22 de setembro: O número de mortes causadas pelo novo coronavírus nos Estados Unidos ultrapassa 200.000, registrado pela Universidade Johns Hopkins.[67][68]
- 25 de setembro: O número de casos confirmados do novo coronavírus nos Estados Unidos ultrapassa 7 milhões, registrado pela Universidade Johns Hopkins.[69]

### Outubro de 2020
- 2 de outubro: O presidente Donald Trump e a primeira-dama Melania Trump testam positivo para o novo coronavírus apenas um mês antes do dia da eleição.[70]
- 9 de outubro: O debate presidencial, realizado no dia 15 de outubro entre o presidente Donald Trump e o candidato democrata Joe Biden, é oficialmente cancelado.[71]
- 29 de outubro: Um número recorde de novos casos do coronavírus em 24 horas ultrapassa 90.000 diagnósticos, de acordo com uma contagem da Universidade Johns Hopkins.[72]
- 30 de outubro: O número de casos confirmados do novo coronavírus nos Estados Unidos ultrapassa 9 milhões, registrado pela Universidade Johns Hopkins.[73]

### Novembro de 2020
- 5 de novembro: O número de novos casos confirmados nos Estados Unidos ultrapassa 100.000 em um único dia pela primeira vez. Essa marca é registrada pela Universidade Johns Hopkins.[74]
- 6 de novembro: O Texas torna-se o primeiro estado nos Estados Unidos a ultrapassar um milhão de casos do novo coronavírus.[75]
- 9 de novembro: O número de casos confirmados do novo coronavírus nos Estados Unidos ultrapassa 10 milhões, registrado pela Universidade Johns Hopkins.[76]
- 30 de novembro: O conselheiro do presidente Donald Trump, Scott Atlas, um dos integrantes da força-tarefa contra o novo coronavírus que gerou polêmica sobre seus comentários contra o uso de máscaras e outras questões, pede demissão do governo do país.[77][78]

### Dezembro de 2020
- 1 de dezembro: A Flórida torna-se o terceiro estado nos Estados Unidos a ultrapassar um milhão de casos confirmados do novo coronavírus, após Texas e Califórnia.[79]
- 2 de dezembro: O número dos cidadãos hospitalizados com a doença causada pelo novo coronavírus nos Estados Unidos ultrapassa mais de 100.000 pela primeira vez desde o início da pandemia, registrado pelos dados do Projeto de Rastreamento de COVID do país.[80][81]
- 4 de dezembro: O presidente eleito dos Estados Unidos, Joe Biden, diz à CNN que ele pedirá aos estadunidenses que usem as máscaras nos primeiros 100 dias após assumir o cargo.[82]
- 11 de dezembro: A Food and Drug Administration aprova o uso emergencial de uma vacina contra Covid-19, desenvolvida pela Pfizer e BioNTech.[83]
- 14 de dezembro: O número de mortes causadas pelo novo coronavírus nos Estados Unidos ultrapassa 300.000, registrado pela Universidade Johns Hopkins.[84]
- 14 de dezembro: A campanha de vacinação em massa nos Estados Unidos começa durante a pandemia. A enfermeira de Nova York, Sandra Lindsay, torna-se a primeira pessoa na América a receber a vacina da Pfizer-BioNTech seis dias depois da campanha de vacinação lançada pelo Reino Unido.[85]
- 29 de dezembro: Os Estados Unidos registram o primeiro caso de variante do coronavírus do Reino Unido.[86][87]

### Janeiro de 2021
- 1 de janeiro: O número de casos confirmados do novo coronavírus nos Estados Unidos ultrapassa 20 milhões, registrado pela Universidade Johns Hopkins.[88]
- 16 de janeiro: Los Angeles torna-se o primeiro condado dos Estados Unidos a registrar 1 milhão de casos confirmados do novo coronavírus desde o início da pandemia.[89]
- 19 de janeiro: O número de mortes causadas pelo novo coronavírus nos Estados Unidos ultrapassa 400.000, registrado pela Universidade Johns Hopkins. A marca ocorre pouco mais de um mês após ultrapassar 300 mil mortes.[90][91]
- 24 de janeiro: O número de casos confirmados do novo coronavírus nos Estados Unidos ultrapassa 25 milhões, registrado pela Universidade Johns Hopkins.[92]
- 25 de janeiro: Os Estados Unidos confirmam o primeiro caso da variante do coronavírus identificada no Brasil.[93]
- 28 de janeiro: As autoridades de saúde do estado da Carolina do Sul anunciam o primeiro caso da nova variante do coronavírus da África do Sul, detectado nos Estados Unidos.[94]

### Fevereiro de 2021
- 22 de fevereiro: O número de mortes causadas pelo novo coronavírus nos Estados Unidos ultrapassa 500.000, registrado pela Universidade Johns Hopkins.[95][96]
- 24 de fevereiro: A Food and Drug Administration confirma a eficácia da vacina de dose única contra a COVID-19 desenvolvida pela farmacêutica Johnson & Johnson, especialmente contra os casos graves.[97][98]
- 28 de fevereiro: A agência reguladora dos Estados Unidos aprova a primeira vacina de única dose contra o novo coronavírus, desenvolvida pela Johnson & Johnson.[99]

### Março de 2021
- 4 de março: Os jornais Wall Street Journal e The New York Times relatam que os principais assessores do governador de Nova York, Andrew Cuomo, alteraram um relatório do Departamento de Saúde do estado para obscurecer o verdadeiro número de pessoas mortas pela COVID-19 nas casas de repouso do estado.[100][101]
- 9 de março: Mais de 31 milhões de pessoas nos Estados Unidos são totalmente vacinadas contra a COVID-19, ultrapassando cerca de 29 milhões de infectadas pelo novo coronavírus. A marca é registrada pela Universidade Johns Hopkins.[102]
- 25 de março: O presidente dos Estados Unidos, Joe Biden, diz durante sua primeira entrevista coletiva na Casa Branca que sua meta de vacinação contra o novo coronavírus aumenta para 200 milhões de vacinas em seus primeiros 100 dias no cargo.[103]

### Maio de 2021
- 26 de maio: O presidente dos Estados Unidos, Joe Biden, ordena que as agências de inteligência do país investiguem mais as origens da COVID-19, incluindo se veio do contato humano com um animal infectado ou um acidente de laboratório.[104][105]

### Junho de 2021
- 3 de junho: O Centro de Controle e Prevenção de Doenças (CDC) relata o menor número de novos casos e novas mortes do novo coronavírus desde março de 2020.[106]
- 15 de junho: O número de mortes causadas pelo novo coronavírus nos Estados Unidos ultrapassa 600.000, registrado pela Universidade Johns Hopkins.[107][108][109]

### Setembro de 2021
- 20 de setembro: O número de mortes causadas pelo novo coronavírus nos Estados Unidos com 675.000 americanos ultrapassa quase o mesmo número de mortes na pandemia de gripe espanhola de 1918 no mesmo país, registrado pela Universidade Johns Hopkins.[110][111][112]

### Outubro de 2021
- 1 de outubro: O número de mortes causadas pelo novo coronavírus nos Estados Unidos ultrapassa 700.000, registrado pela Universidade Johns Hopkins.[113][114][115]